# Gussoni
I Gussoni sono una famiglia patrizia veneziana, annoverata fra le cosiddette Case Nuove.

## Storia
La leggenda vuole che i Gussoni fossero originari di Belluno, dove nell'antica chiesa dei Santi Minori vi era una lapide che riportava il nome di un certo Cussonius Severinus Belunensis, che visse ai tempi della Repubblica romana.
A seguito della calata di Attila in Italia, si sarebbero trasferiti in area lagunare sin dall'epoca della fondazione di Venezia, precisamente nel 452, stabilendosi inizialmente a Torcello, donde procedettero successivamente a Rialto nel 700, insieme ad altri antichi casati quali i Querini e i Muazzo. 
Dopo aver dato alla città antichi tribuni, i Gussoni furono inclusi nel Maggior Consiglio all'epoca della serrata del 1297. Nel 1020 la famiglia viene annoverata tra i fondatori della Chiesa di Santa Sofia. Nel 1148, Pietro (o Cleto) Gussoni fece erigere su terreni di sua proprietà la chiesa di Santa Maria Assunta e gli annessi Ospedale e Oratorio dei Crociferi (sestiere di Cannaregio). Nel 1154, invece, la famiglia contribuì alla fondazione di un secondo edificio religioso, la chiesa di San Mattio di Rialto (sestiere di San Polo). Un Marco Gussoni risulta essere stato impiccato in Piazza San Marco nel 1300 in quanto complice di Marin Bocconio, famoso per aver ordito una congiura ai danni del Maggior Consiglio, dal quale fu estromesso nel 1297 in seguito alla cosiddetta Serrata. Nel 1310 Andrea riottenne la nobiltà avendo prestato valido aiuto al Doge Pietro Gradenigo contro Baiamonte Tiepolo nella famosa congiura.
La famiglia diede nei secoli vescovi, ambasciatori, podestà (soprattutto di Brescia, dove tuttora risiedono gli eredi dei vari rami, e Bergamo), consiglieri, senatori, procuratori di San Marco, cavalieri, uomini d'arme, eccetera. La N.D. Pellegrina Gussoni, figlia del N.H. Francesco, fu la madre di Francesco Antonio Correr, Patriarca di Venezia dal 1734 al 1741.
Il ramo principale si estinse agli inizi del secolo XVIII con Giulio Gussoni, che fu Senatore, Luogotenente di Udine e sedette nel Consiglio dei X nel 1712. È tuttora fiorente il ramo bresciano.

## Luoghi e architetture

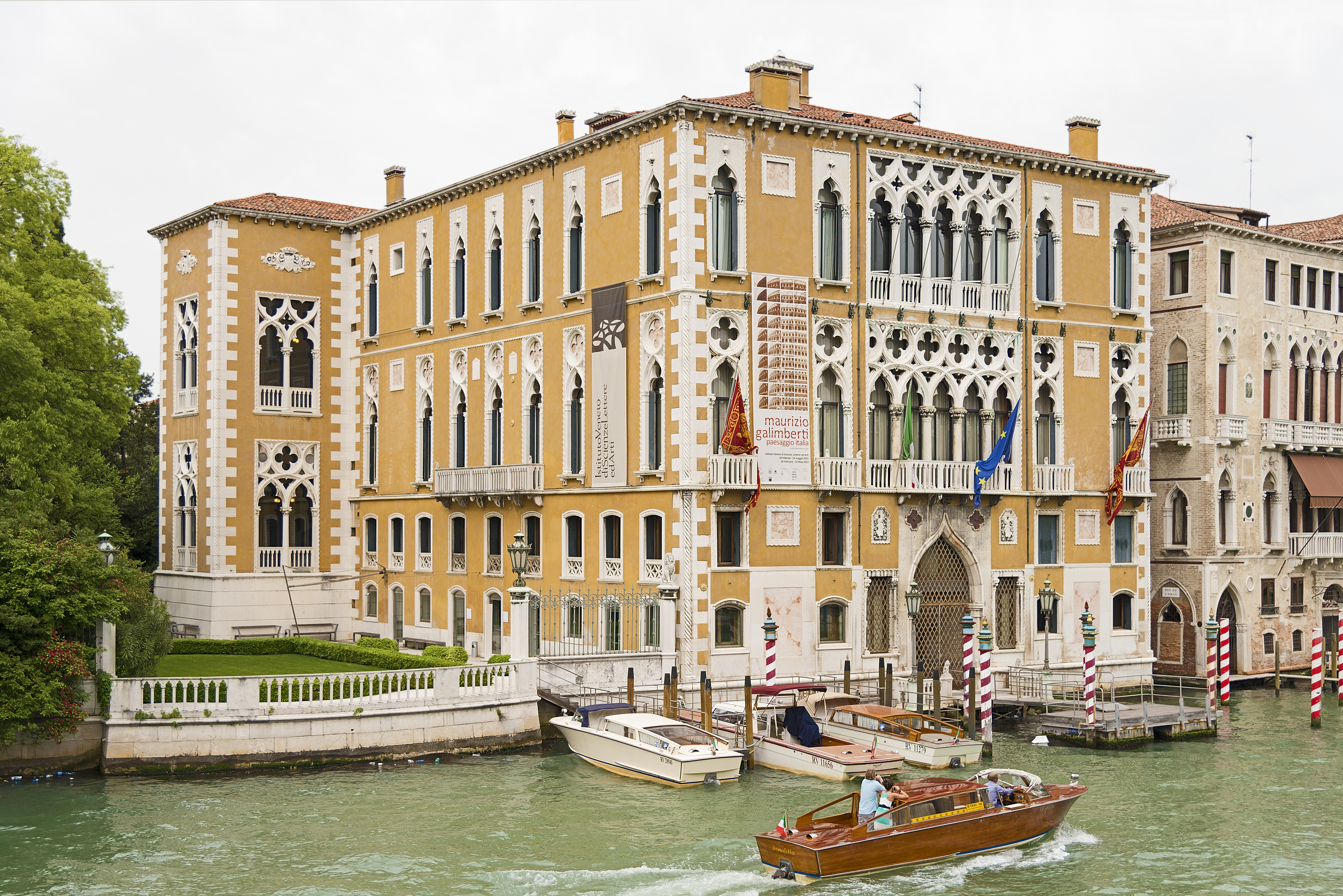
Palazzo Cavalli-Franchetti, già Gussoni.

- Cappella Gussoni, nella Chiesa di San Lio, a Castello, luogo di sepoltura del Canaletto;
- Palazzetto Gussoni Algarotti, sempre a Castello;
- Palazzo Gussoni Grimani Della Vida, a Cannaregio;
- Palazzo Cavalli-Franchetti, già Gussoni, nel Sestiere di San Marco;
- Villa Gussoni Candian, a Noventa Padovana;
- Villa Gussoni Verson, a Terme Euganee.